# Mozdok

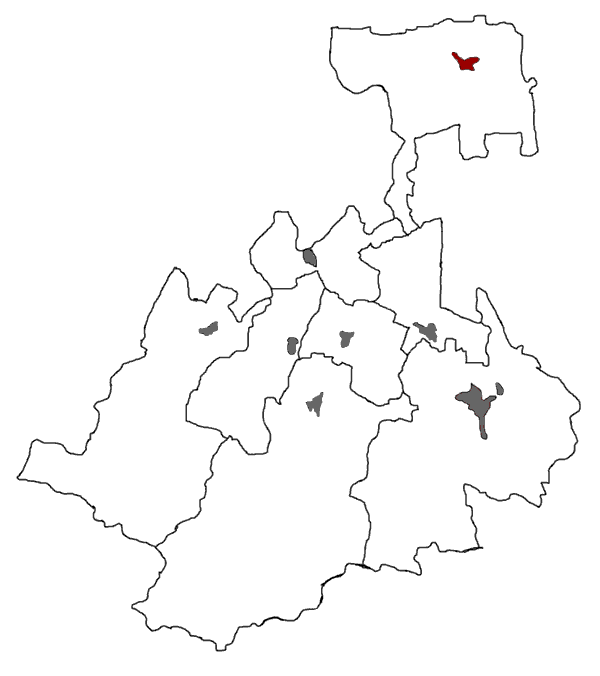
Localização da cidade na Ossétia do Norte

Mozdok (Em Osseto: Мæздæг e emrusso: Моздо́к) é uma cidade localizada na Ossétia do Norte, Rússia. Está situada a 92 km ao norte da capital Vladikavkaz. No ano de 2002 tinha uma população de 42.865 habitantes. Foi fundada no ano de 1759 e recebeu o estatus no ano de 1964.